# Верџенс (Вермонт)
Верџенс (енгл. Vergennes) град је у америчкој савезној држави Вермонт.

## Демографија
По попису из 2010. године број становника је 2.588, што је 153 (-5,6%) становника мање него 2000. године.
| Група             | 2000.         | 2010.         |
| Белци             | 2.528 (92,2%) | 2.365 (91,4%) |
| Афроамериканци    | 55 (2,0%)     | 78 (3,0%)     |
| Азијати           | 10 (0,4%)     | 23 (0,9%)     |
| Хиспаноамериканци | 80 (2,9%)     | 67 (2,6%)     |
| Укупно            | 2.741         | 2.588         |